# Pniakowiec piłkorożny
Pniakowiec piłkorożny (Calopus serraticornis) – gatunek chrząszcza z rodziny zalęszczycowatych.